# Ise Monogatari

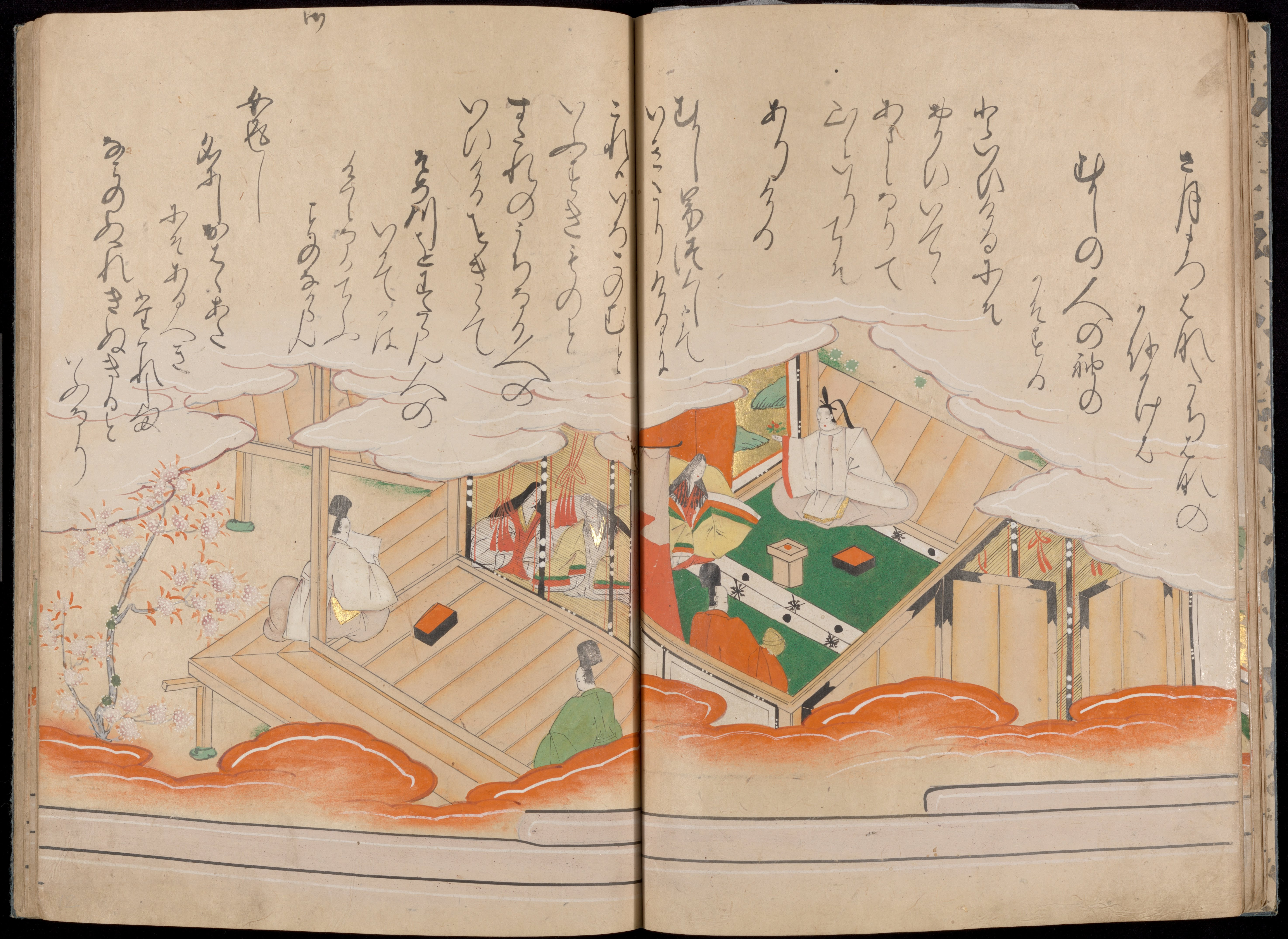
Vista del Ise Monogatari (伊勢物語.勢物語)

El Ise Monogatari (伊勢物語?), es una colección japonesa de relatos cortos acerca del poeta Ariwara no Narihira, nieto del Emperador Heizei y que, aparentemente, no es mencionado en el texto, aunque sí lo hace de una manera muy velada en la forma de un enigmático Coronel Zaigo (在五). Zai es la lectura china (音読み - On'yomi) del primero de los dos ideogramas del apellido de Narihira, Ari (在), y go (五) significa cinco: Narihita era el quinto varón de la familia. La recopilación data del siglo X, durante el período Heian.

## Sección
Una sección destacada de los Cantares de Ise describe la travesía hecha por un oficial menor y sus invitados a las cascadas de Nunobiki, cerca de Kōbe. Entonces dan inicio a un certamen de redacción poética, donde uno de los invitados, un comandante de la guardia, contribuye así:
¿Cuál más conmueve-
de las dos cataratas
ésta, que es de agua,
o la del llanto
con que espero la suerte en vano?.
El oficial menor presenta su propia composición:
¿Quién desengarza
tan precioso collar
de perlas blancas?.
¡Todas las tomaría
si tuviera mangas más anchas!.